# おはよう四国
『おはよう四国』（おはようしこく）は、NHK総合テレビで2020年9月28日よりNHK松山放送局が製作している『NHKニュースおはよう日本』の四国地方ブロックニュース番組である。
1991年4月から2019年3月までは、四国ブロックを対象とした週末の地域情報番組として同名の番組が放送されていた。本項では、地域情報番組時代（以下、土曜版と表記）及びブロックニュース時代（以下、平日版と表記）を併せて取り上げる。

## 概要
日曜版は1991年4月7日から1993年3月21日まで放送。
1993年の改編でNHKニュースおはよう日本が開始する際に土曜版の前身番組『土曜ワイド四国』と統合する番組のリニューアルで1993年4月10日に放送開始。
四国地方のニュースと1週間のまとめ、生活情報などを放送。
土曜版は2019年3月30日をもって終了。同年4月以降、一旦は7:30 - 7:35に四国のニュース・気象情報、7:35 - 8:00は前日に放送されたローカル番組の再放送をそれぞれ放送する編成に変わった。その後、2020年4月4日より本番組と同じ放送枠で『ギュッと!四国』が開始され、1年ぶりに土曜朝の四国ブロック向け情報番組が復活した。
2020年9月28日から平日版として再スタート（タイトルは「NHK NEWS おはよう四国」）。当初は愛媛県・香川県・高知県のみだったが、2022年10月3日からは徳島県でも放送されるようになった。

## 放送時間

### 現在
- 祝日を除く平日 7:45 - 8:00（JST）

### 過去
- 開始時から2019年3月30日までの祝日を除く毎週土曜 7:30 - 8:00（JST）

## 平日時代から現在のキャスター
| 年度 | アナウンサー                                  | 気象予報士 | 気象予報士 |
| ---- | --------------------------------------------- | ---------- | ---------- |
| 2020 | NHK松山放送局のアナウンサーが交代で担当する。 | 野口琢矢   | 野口琢矢   |
| 2021 | NHK松山放送局のアナウンサーが交代で担当する。 | 野口琢矢   | 野口琢矢   |
| 2022 | NHK松山放送局のアナウンサーが交代で担当する。 | 関まどか   | 田中勇作   |
| 2023 | NHK松山放送局のアナウンサーが交代で担当する。 | 関まどか   | 田中勇作   |
| 2024 | NHK松山放送局のアナウンサーが交代で担当する。 | 岩堀祐斗   | 岡田桃子   |
| 2025 | NHK松山放送局のアナウンサーが交代で担当する。 | 岡田桃子   | 岡田桃子   |

## 日曜時代・土曜時代のキャスター
名前の後ろの☆印は平日版のみ担当。平日版についてはリンク切れの松山放送局インフォメーションガイド2020年秋冬号に掲載されて且つ異動したアナウンサーおよび2022年度以降の番組紹介にて掲載されたアナウンサーのみ列挙する。
松山放送局在籍中のアナウンサー
- 荻山恭平（愛媛県松山市出身）[7]
- 永井克典（愛媛県松山市出身）[8]
- 田中寛人[7]

当時松山放送局アナウンサー
- 古谷敏郎[9]
- 武田真一
- 白鳥哲也
- 秋鹿真人[10]
- 喜多賢治
- 中倉隆道
- 中澤輝[11]
- 金子峻

など
担当当時松山放送局契約キャスター
- 三島早織
- 坂上未樹
- 寺岡凛

など

## 主なコーナー

### 平日版
2023年5月現在
- 四国のニュース
- 気象情報

### 土曜版
- 今朝の四国のニュース
- 四国プラス（ロケ先にあたる四国の放送局のアナウンサーか契約キャスターが出演。）
- 西日本の旅（西日本の各局が持ち回りで制作。2019年度以降は『四国 おひるのクローバー』の金曜前半コーナーに移動）
- ウイークエンドNAVI
- 気象情報